# ダナモン銀行
PTダナモン銀行インドネシア Tbk. (PT Bank Danamon Indonesia Tbk.) は1956年に設立されたインドネシアの銀行。資産規模別にインドネシアで6番目に大きな銀行である。

## 歴史
ダナモン銀行は、1956年7月16日にPT Bank Kopra Indonesiaという名前で設立された。 1976年、銀行の名前はPT Bank Danamon Indonesiaに変更された。同行は1976年に外貨交換業務を最初に開始し、1989年以降その株式を上場している。 
1997年、アジアの金融危機の結果、同行の流動性の問題により、最終的には政府によってインドネシアの銀行再建局（IBRA）の監督下に置かれた。 1999年、政府はIBRAを通じて、国債で銀行を320億ルピアに再資本化した。 同年、いくつかの銀行は最終的にダナモン銀行との合併により、IBRAの再編計画の一環として統合された。
2000年に、ダナモン銀行は8つの他の銀行の合併でメインの銀行になるために再びその翼を広げた。 
2003年、同行は、テマセク・ホールディングスの傘下のアジア・ファイナンス・インドネシアのコンソーシアムによって株式の過半数を取得された。 
2019年、三菱UFJフィナンシャル・グループが株式の54％を追加取得し、94%を保有し、連結子会社化。同グループのアコム子会社であるヌサンタラ・パラヒャンガン銀行の株式を取得の上、合併させた。

## 子会社
- PT Adira Dinamika Multi Finance Tbk (Adira Finance)
- PT Asuransi Adira Dinamika (Adira Insurance)
- PT Adira Quantum Multifinance (Adira Kredit)

## 脚註
1. ↑  “Indonesia-Investments.com:Bank Danamon company profile”. 2017年12月27日閲覧。
2. ↑  インドネシア大手銀、月内に子会社化＝買収総額６８００億円－三菱ＵＦＪ時事通信 2019年04月26日
3. ↑  三菱ＵＦＪ、ダナモン銀など出資２行合併＝追加取得も実施、７３．８％超に時事通信 2019年01月22日